# 东郡之战
东郡之战，北周大象二年（580年）七月，北周东郡太守于仲文率军坚守东郡（治滑台，今河南省滑县东旧城）抗击相州总管尉迟迥进攻的作战。
尉迟迥举兵反对北周左丞相杨坚专权，命大将檀让攻打河南，又派人到东郡劝于仲文归附，被拒绝。580年七月初，尉迟迥派仪同宇文威率军攻打东郡，于仲文率军迎战，击破宇文威，斩杀五百余人，尉迟迥又派荥州刺史宇文胄率军自石济（今河南延津东北）向西、宇文威等率军由白马（今河南滑县附近）附近黄河向南，二路俱进，合围东郡。城内赫连僧伽、敬子哲等响应尉迟迥。于仲文难于坚守，率六十余骑自城西门突围，途中被追杀，终于回到长安。杨坚命于仲文为河南道行军总管，前往洛阳发兵，进讨檀让，于梁郡之战获胜。